# August Krönig
Carl August Krönig, auch Kroenig, (* 20. September 1822 in Schildesche bei Bielefeld; † 5. Juni 1879 in Berlin) war ein deutscher Chemiker und Physiker.

## Leben
Krönig war der Sohn des Pastors Gottlieb Kroenig und seiner Frau Wilhelmine, geborene Campe. Nach dem Abitur studierte er zunächst ab 1839 drei Semester vornehmlich orientalische Sprachen in Bonn, um dann ab 1840 zu Physik, Chemie und Mathematik an der Universität Berlin überzugehen, wo er auch 1845 über chromsaure Salze promovierte. Danach wirkte er am Cöllnischen Realgymnasium, ab 1851 an der Königlichen Realschule beim Friedrich-Wilhelms-Gymnasium in Berlin. 1864 wurde ihm der Professorentitel verliehen, jedoch musste er sich im gleichen Jahr krankheitsbedingt pensionieren lassen. Im Eigenverlag gab er 1851 das Journal für Physik und physikalische Chemie des Auslandes in vollständigen Übersichten heraus, das jedoch nur einen Jahrgang bestand. Ab 1853 redigierte er die von der Berliner Physikalischen Gesellschaft herausgegebene Jahresschrift Fortschritte der Physik. 1856 entwickelte er die kinetische Theorie der Gase und wurde damit neben Rudolf Clausius, James Clerk Maxwell und Ludwig Boltzmann zu einem Pionier der statistischen Mechanik und Thermodynamik. Weiterhin veröffentlichte er verschiedene naturwissenschaftliche und philosophisch-theologische Schriften.
Seine letzte Ruhestätte befindet sich nach Umbettung im Familiengrab auf dem Südwestkirchhof Stahnsdorf.

## Werke
- De acidi chromici salibus cristallinis (Dissertation), Berlin 1845
- Neue Methode zur Vermeidung und Auffindung von Rechenfehlern vermittelst der Neuner-, Elfer-, Siebenunddreißiger- und Hundertundeinerprobe. Ein Hülfsmittel für Zahlenrechner, Berlin 1855
- Grundzüge einer Theorie der Gase in: Annalen der Physik [2]33(1856),315
- Die Chemie, bearbeitet als Bildungsmittel für den Verstand zum Gebrauche bei dem chemischen Unterricht an höheren Lehranstalten, Berlin 1864
- Wie kritisirt man chemische Lehrbücher? Eine Antikritik, Berlin 1865
- Die Werthlosigkeit einer grossen Anzahl von chemischen Formeln: Dargethan durch die Grösse der Fehler in Liebig's Analysen und neues Verfahren zur Ableitung der Formel einer Verbindung aus den Gewichtsmengen der Bestandtheile, Julius Springer Verlag, Berlin 1866 (Volltext in der Google-Buchsuche)
- Das Dasein Gottes und das Glück der Menschen, materialistisch-erfahrungsphilosophische Studien, insbesondere über die Gottesfrage und den Darwinismus, über den Selbstbeglückungstrieb als Fundament der Lebensweisheit und praktischen Moral und über die Hauptlehren Kant's und Schopenhauer's, Berlin 1874
- Sechs neue Rezepte betr. billige Ernährung, Berlin 1874